# Fontaine-Bellenger
Fontaine-Bellenger je francouzská obec v departementu Eure v regionu Normandie. V roce 2010 zde žilo 1 048 obyvatel.

## Vývoj počtu obyvatel
Počet obyvatel 